# Systemabfrage-Taste

Taste SysRq auf einer US-102-Tasten-Tastatur rot eingekreist

Die Systemabfrage-Taste, kurz S-Abf, auf Schweizer- und US-Tastaturen SysRq (kurz für engl. System Request), ist ein Relikt alter Terminal-Tastaturen, auf denen die Taste das Zurücksetzen der Tastatur oder das Wechseln von einer Sitzung zur nächsten bewirkt. Auf PC-Tastaturen wurde diese Funktion zunächst 1984 mit dem IBM Personal Computer/AT als eigene Taste eingeführt, wodurch die Tastenanzahl von 83 auf 84 anwuchs. Nachdem die Taste von Software wider Erwarten kaum verwendet wurde, hat IBM die Funktion 1987 mit der 101/102-tastigen MF2-Tastatur als Zusatzfunktion auf die Druck-Taste verlegt; die Systemabfrage-Funktion wird nun und bis heute mittels der Tastenkombination Alt+Druck bzw. Alt+PrtSc verwirklicht. Die Systemabfrage-Taste hat aber weiterhin ihren eigenständigen Scancode, der nicht dem der Druck-Taste entspricht, und kann daher bei Notebook-Tastaturen auch auf einer anderen Tastenkombination liegen oder ganz fehlen.

## Heutige Funktion
Unter Windows von Microsoft (die Druck-Taste ist allgemein das Bildschirmfoto direkt ohne Interface in die Zwischenablage) ist  Alt+Druck (also die S-Abf-Belegung der deutsch-/österreichischen Standardtastatur) ein Foto nur des aktuell aktiven Fensters.
Unter Windows kann man mit der Tastenkombination Strg und zweimaligem Drücken von S-Abf den Kerneldebugger starten, nachdem diese Funktion in der Registry aktiviert wurde.
Ab Windows 10 ist diese Funktion nicht mehr verfügbar.
Bei neueren Linux-Versionen kann man diese Taste so konfigurieren, dass man auch bei einem durch einen Software- oder Hardwarefehler blockierten Terminal bzw. X-Server noch bestimmte Aktionen (z. B. Reboot mit vorherigem Schreiben gepufferter Daten auf die Datenträger) durchführen kann. Nur wenige Teile des Kernels müssen noch lauffähig sein, um diese Funktion zu nutzen. Das wird Magische S-Abf-Taste bzw. englisch Magic SysRq key genannt.